# Bethel (New York)
Bethel je město v okrese Sullivan, stát New York, USA. Počet obyvatel v roce 2010 byl 4 255. Město získalo celosvětovou proslulost poté, co se stalo hostitelem festivalu Woodstock v roce 1969, který byl původně plánován do Wallkillu, stát New York, ale byl přesídlen do Bethelu poté, co Wallkill stáhnul pořadatelství.

## Historie
První osadníci se usídlili kolem roku 1795 blízko současných sídel Bethel a White Lake. Město vzniklo roku 1809 z města Lumberland. Od poloviny 19. století začal stoupat cestovní ruch. Ve městě byly četné hotely, které byly součástí Borscht Belt, a ve 20. století v okolí četné kempy, např. Camp Ma-He-Ge, Camp Chipinaw a Camp Ranger-all na Silver Lake.
Městu přinesl světovou pozornost rok 1969, kdy se téměř 500 000 lidí shromáždilo na Max Yasgurově farmě na „Three Days of Peace and Music“. Dokumentární film o Woodstocku, zveřejněný v roce 1970 přinesl rozhovory s četnými obyvateli Bethelu, včetně Arta Vassmera, spolumajitele Vassmers General Store v Kauneonga Lake. A film nazvaný Taking Woodstock Zažít Woodstock), natočený v srpnu 2009 podle stejnojmenné knihy Elliota Tibera, jehož rodiče vlastnili blízký Ela Monaco Motel v White Lake a hráli rozhodující roli v přenesení Woodstocku do Bethelu.
Na začátku roku 2006 bylo otevřeno multimediální "interpretační" muzeum Woodstocku blízko původní Yasgurovy farmy, aby doplnilo místo na koncertování, ve kterém vystupovala při zahajovací sezóně filharmonie z New Yorku, Wynton Marsalis, Diane Reeves, Chris Botti, Goo Goo Dolls, bostonský Pops Orchestra, a Crosby, Stills, Nash & Young. Stěžejním námětem centrální sezóny 2007 bylo představení Lynyrd Skynyrda a Marshall Tucker Bandu, Boba Dylana, Richie Havensy/Arlo Guthrie, Earth, Wind & Fire, a repríza vystoupení filharmoniků z New Yorku a bostonského Pops Orchestra. V roce 2008 byla uvedena filharmonie z New Yorku, bostonský Pops Orchestra, Steely Dan, The Allman Brothers Band a vyprodána byla představení Jonas Brothers a poslední koncert sezóny s vystoupením skupin Heart, Journey a Cheap Trick. V roce 2009 bylo hlavní vystoupení zpěváka Brada Paisleye a jeho skupiny The Drama Kings.

## Zeměpis
Podle statistického úřadu Spojených států má město celkovou rozlohu 233,2 km2, z kterých je 221,2 km2 pevniny a 12 km2, tj., 5.13%, je voda. Jeden z nejatraktivnějších rysů je přístup k četným jezerům, která jsou všechna vzdálena do pěti minut. Zahrnujíc White Lake, jeho severní část známou jako Kauneonga Lake, Silver Lake a Lake Superior, které je součástí stejnojmenného státního parku. Město, charakteristické v první řadě svým venkovským stylem, bylo součástí staré oblasti letovisek Borscht Belt v pohoří Catskills. Ačkoli tu nadále nějaké chatové kolonie existují a slouží velkou měrou pro ortodoxní židovskou klientelu, většina letovisek zažila rozkvět od 30 let 20. století a na počátku 70 let byla většina z nich uzavřena.

## Demografie
V době sčítání lidu v roce 2000 tam bylo 4 362 obyvatel v 1 649 domácnostech a 1 101 rodinách. Hustota obyvatelstva byla 19,7/km2. 3 641 bytových jednotek představovalo průměrnou hustotu 16,5 jednotky na km2. Rasová skladba byla 90,35% bělochů, celkově bylo 11,28% Latinoameričanů, 4,61% Afroameričanů, 0,18% rodilých Američanů (Indiánů), 0,50% Asiatů, 0,16% z pacifických ostrovů, 2,80% z jiných ras a 1,40% z dvou nebo více ras.
Z celkem 1 649 domácnostech bylo 27,1%, ve kterých společně žily děti do 18 let, 54,2% manželů žilo společně, 7,9% bylo žen samoživitelek, 33,2% nebyla rodina. 27,3% všech domácností tvořila pouze jedna osoba a ve 12% žila sama osoba starší 65 let (včetně). Průměrná velikost domácnosti byla 2,45 osoby a průměrná velikost rodiny byla 2,95.
Věkové rozložení bylo následující: 21,8% mladší 18 let, 6,8% 18-24 let, 26,7% 25-44 let, 28,7% 45-64 let a 16% 65 let a starší. Průměrný věk byl 42 let. Na 100 žen připadalo 108,4 mužů, na 100 žen starších 18 let 107,9 mužů.
Průměrný příjem domácnosti byl 36 017 dolarů, průměrný příjem na rodinu byl 37 321 dolarů. Muži měli průměrný příjem 35 025 dolarů oproti 24 438 dolarů u žen. Průměrný příjem na hlavu ve městě byl 25 335 dolarů. Asi 9,4% rodin a 14,9% obyvatelstva bylo pod hranicí chudoby, včetně 22,6% mladších 18 let a 10,4% ve věku 65 let a starších.

## Součásti a lokality v Bethelu
- Bethel – osada Bethel, lokalizovaná u Route 17B.
- Black Lake – u Route 55, na jih od jezera Black Lake.
- Briscoe – osada blízko severní městské linky na Route 144.
- Bushville – osada na severovýchodě města na Route 75.
- Hurd Settlement – osada v severozápadní části města.
- Kauneonga Lake – osada na spojení Routes 141 a 55, tato obec byla dříve nazývána North White Lake.
- Lake Superior State Park – nacházející se na Lake Superior
- Mongaup Valley – severovýchodně od Smallwood.
- Smallwood – osada, původně založená jako prázdninová osada Mountain Lakes, později přejmenovaná po jeho zakladateli A.N. Smallwoodovi
- Sullivan County International (MSV) – letiště severovýchodně od Kauneonga Lake.
- White Lake – na Route 17B, kde je radnice a která je největší částí města.

## Festival Woodstock
V roce 1998 se koncert vrátil na původní místo a to pomohlo podnítit vizi filantropa Alan Gerryho a jeho dcery Robyn, aby koupili pozemky a vybudovali Bethel Woods Center for the Arts. V roce 2008 bylo v Bethel Woods otevřeno interaktivní muzeum připomínající Woodstock a Baby Boomer generation (generaci dětí narozených 1946-64).
1. června 2006 bylo na místě původního konání festivalu Woodstock otevřeno Bethel Center for Woods the Arts a hostilo newyorskou filharmonii. Úvodní sezónu uzavřelo v srpnu vystoupení Crosby, Stills, Nash & Young, které vrátilo tuto čtveřici zpátky do Bethelu poprvé od roku 1969. Léto 2007 řadu koncertů v Bethel Woods začaly v červnu 2007 kapely Chicago a America. Další umělci, kteří během léta 2007 vystupovali, byli filharmonici z New Yorku, Bob Dylan, Brad Paisley, Lynyrd Skynyrd s Marshall Tucker Band, Earth, Wind & Fire, Arlo Guthrie, Richie Havensy a další.